# Чарынский национальный парк
Чарынский государственный национальный природный парк (каз. Шарын мемлекеттік ұлттық табиғи паркі) — природная территория, которой присвоен статус национального парка и природного парка, расположенная в Республике Казахстан, в Енбекшиказахском, Кегенском и Уйгурском районах Алматинской области. Парк образован в 2004 году согласно Постановлению Правительства РК от 23 февраля 2004 года за № 213. Постановлением Правительства Республики Казахстан «О некоторых вопросах расширения территории государственного учреждения „Чарынский государственный национальный природный парк“» от 6 февраля 2009 года № 121 территория парка была расширена с 93 150 га до 127 050 га.
Согласно функциональному зонированию на территории парка определён нижеследующий режим охраны:
- Заповедный — 9671 га,
- Заказной — 83479 га.

На территории парка расположен памятник природы «Чарынская ясеневая лесная дача», организованный с целью сохранения реликта палеогенового периода — ясеня согдийского.
Чарынский каньон «Долина замков» представляет собой геоморфологический объект, наглядно отражающий процессы рельефообразования и имеющий особую ценность для туризма и рекреации.
Восточная часть гор «Малые Бугуты» — зона заповедного режима, где охраняется джейран, занесённый в Красную книгу РК, сибирский горный козёл, сокол-балобан.

## Флора и фауна
На территории национального парка насчитывается 32 вида млекопитающих, 18 видов герпетофауны, 4 вида земноводных, а также более 100 видов птиц. Флора парка очень богата и насчитывает около 1000 видов растений, из которых редкие и эндемичные — 51 растений.

## Туризм
Территория парка имеет 3 туристических маршрута, протяжённость которых составляет 49 км:
- «Долина замков»
- «Чарынская ясеневая (реликтовая) роща»
- «Курганы и могильники»

## Фотографии

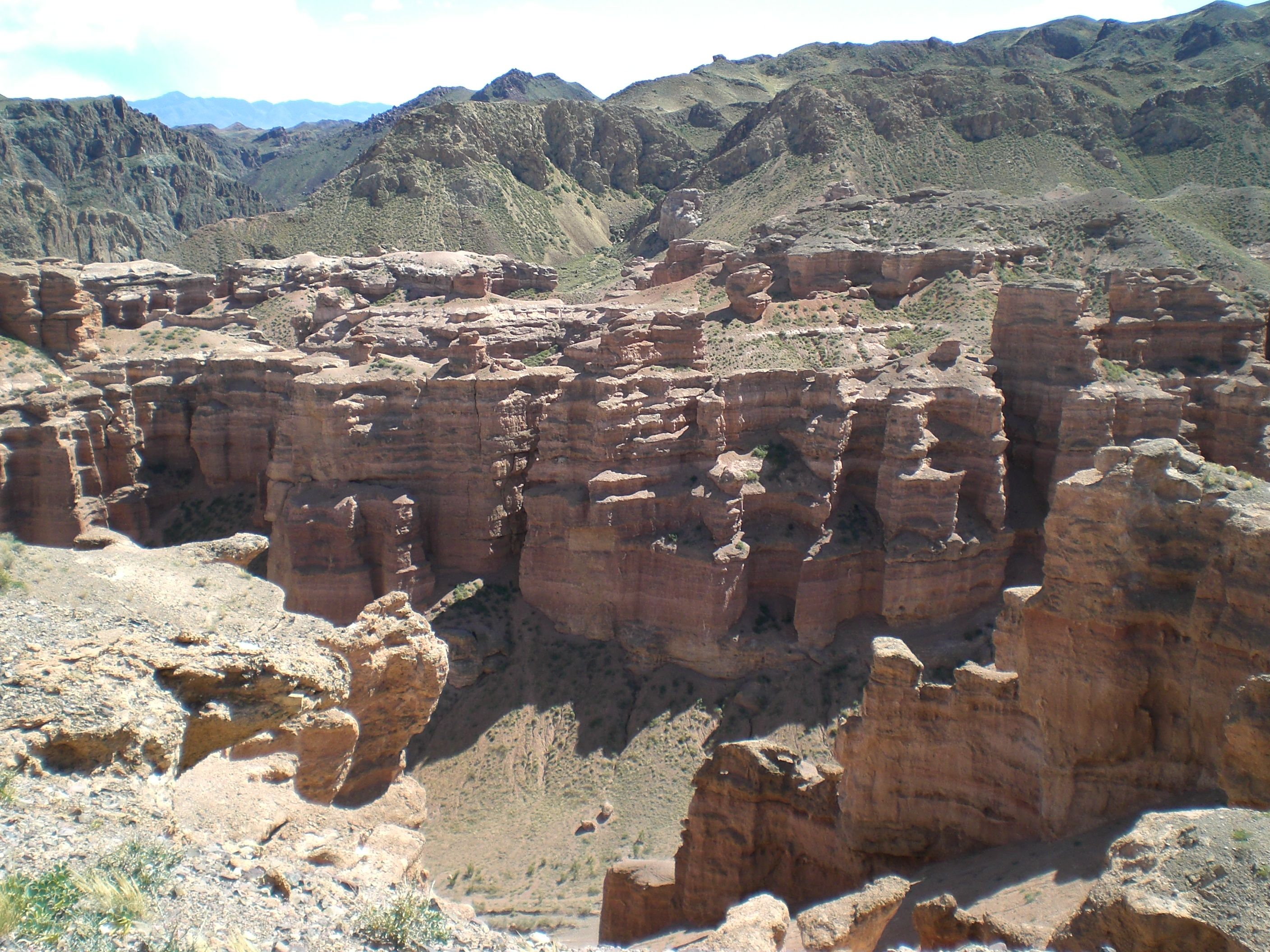
Каньон Чарын
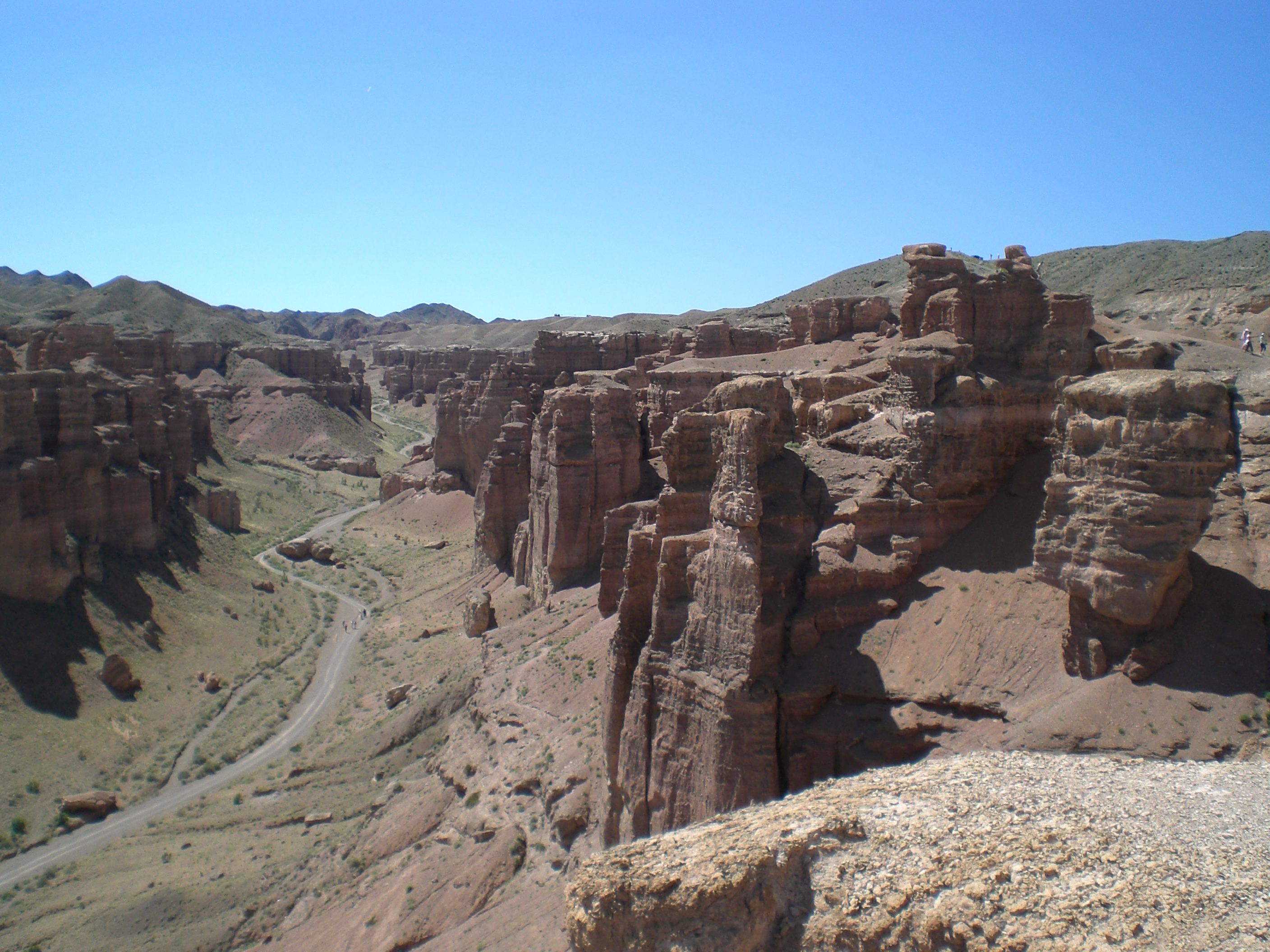
Дорога вдоль каньона Чарын
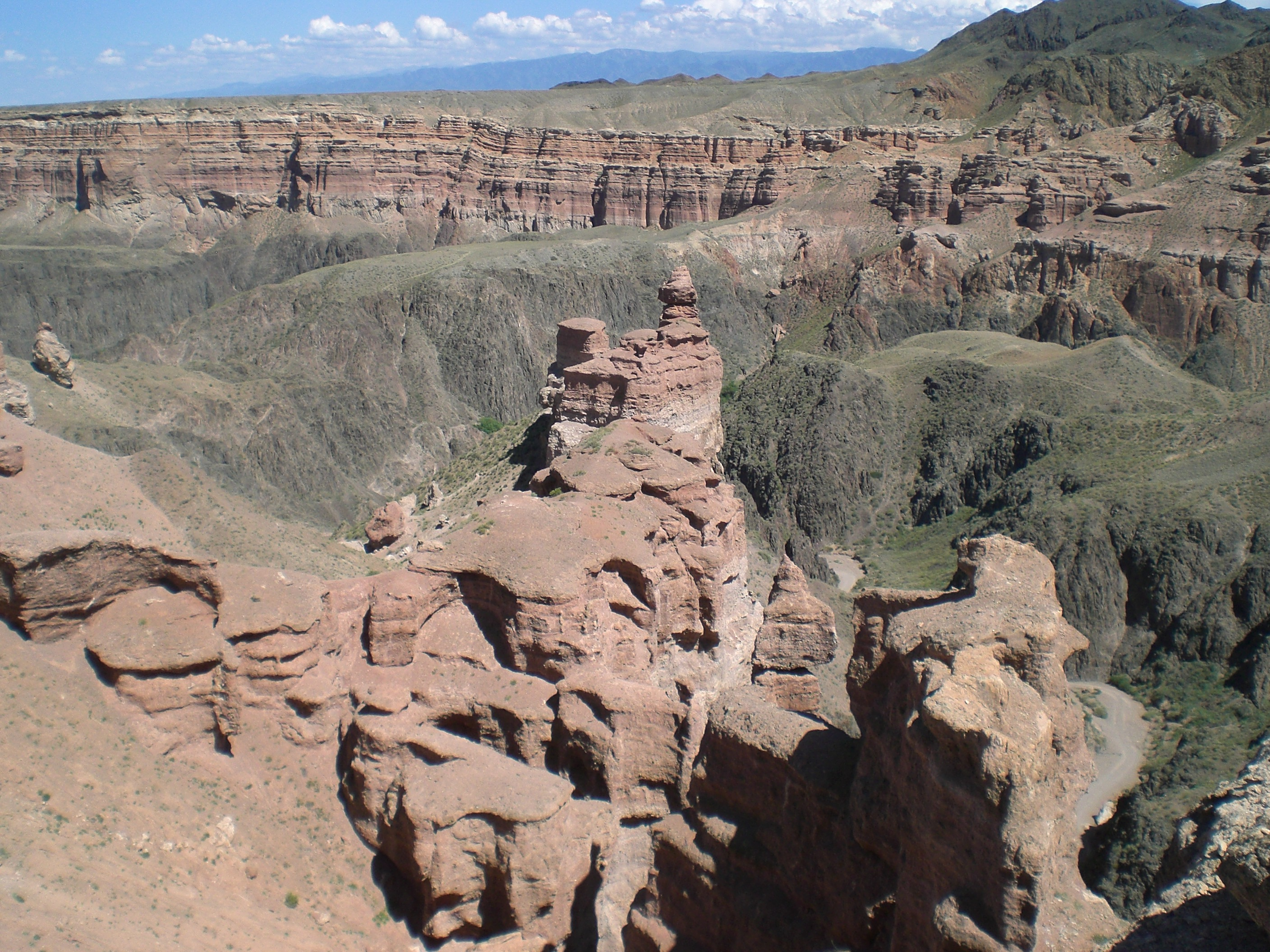
Долина Замков: вид сверху

Панорама каньона Чарын

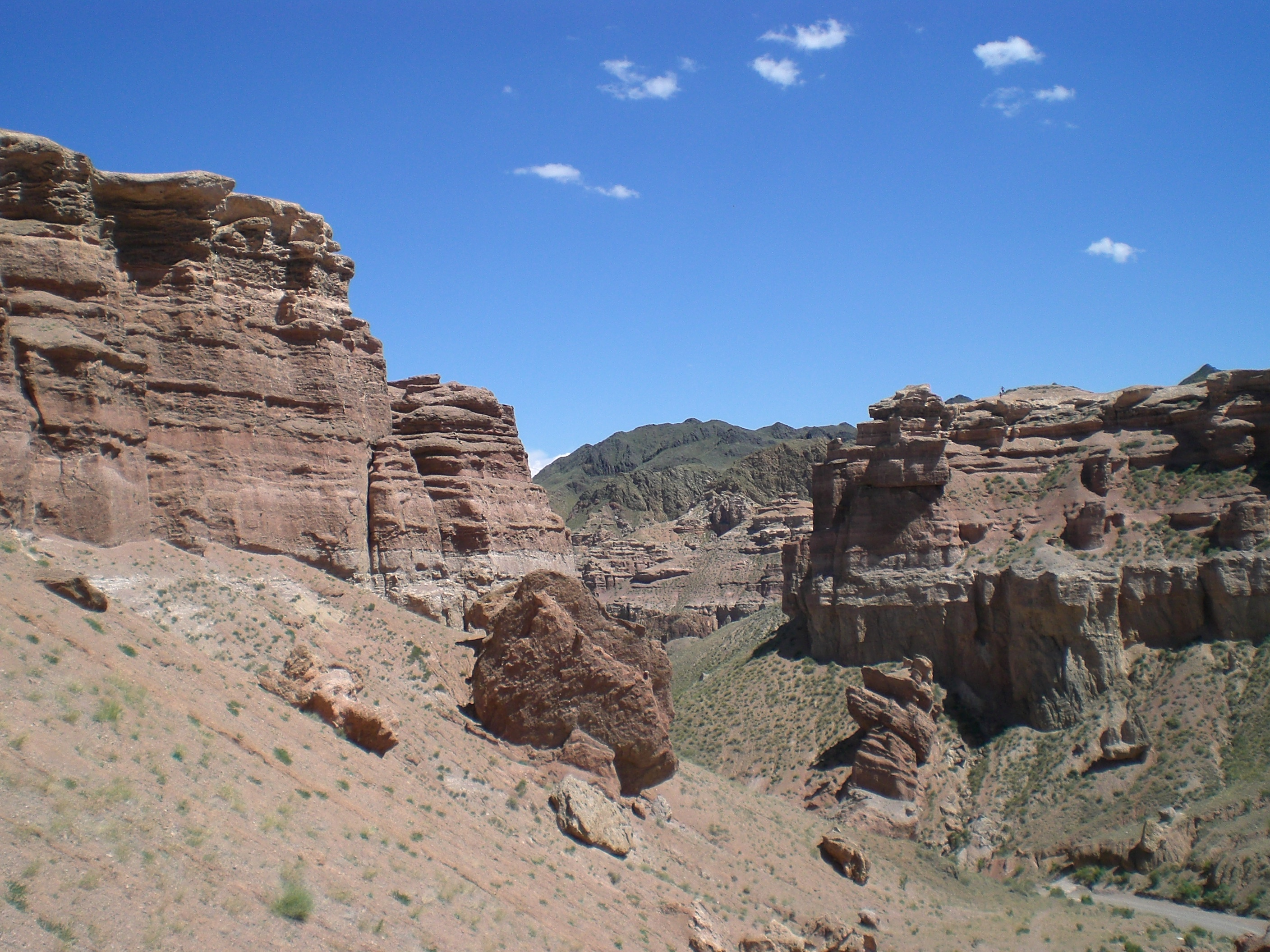
Склоны каньона Чарын